# Yevgueni Jrunov
Yevgueni Vasílivich Jrunov (en ruso: Евге́ний Васи́льевич Хруно́в; Prudy, 10 de septiembre de 1933-Moscú, 19 de mayo de 2000) fue un piloto-cosmonauta soviético, polkovnik de la Fuerza Aérea Soviética. Héroe de la Unión Soviética (1969).

## Biografía
Nació el 10 de septiembre de 1933 en Prudy en el óblast de Tula de la RSFS de Rusia de la Unión Soviética en el seno de la familia campesina formada por Vasili Yegorechich y Agrafena Nikolayevna. Pasó su infancia en Nepriadva.
Comenzó la escuela en 1941, mostrando interés por la agricultura. Su interés por la aviación comenzaría al ver los aviones durante la Gran Guerra Patria. Recibió una enseñanza como mecánico de tractores y automóviles. En 1952, Jrunov fue llamado al servicio militar y alistado en la escuela militar de aviación de Bataisk, donde finalizaría sus estudios en 1956. Sería enviado a servir en el 86.º Regimiento Aéreo de Cazas de la Guardia de la 119ª División Aérea de Cazas del 48.º Ejército Aéreo. En 1959 Jrunov y Gorbatkó pasaron con éxito las pruebas de la comisión médica que les permitiría alistarse en la estructura de la sección 26266, el futuro Centro de Entrenamiento de Cosmonautas.
En 1964 Jrunov comenzó la preparación de acuerdo con el programa Vosjod para la primera salida de un ser humano al espacio exterior, siendo designado como suplente de Alekséi Leónov. Sería seleccionado como tripulación del Soyuz 2, que debía partir el 24 de abril de 1967 para unirse a la Soyuz 1 que había partido el día anterior e intercambiarse con su piloto Alekséi Yeliséyev para que regresar en el Soyuz 1. A la vista de los defectos de la Soyuz 1, cuyo vuelo acabó en el accidente que causó la muerte del cosmonauta Vladímir Komarov, la salida del Soyuz-2 fue cancelada, lo que salvó las vidas de su tripulación.
El 15 de enero de 1969, junto con Borís Volynov y Alekséi Yeliséyev saldría a órbita en la nave Soyuz 5. Al día siguiente, por primera vez en la historia de la exploración espacial, se unieron dos naves en órbita. Tras la unión de la Soyuz 4 y la Soyuz 5, Jrunov y Yeliséyev salieron al espacio exterior, reuniéndose con Vladímir Shatálov 37 minutos después. En ese periodo realizaron varios experimentos y fotografías de la estación.
Jrunov fue el segundo cosmonauta soviético que visitó el espacio exterior. Se le denominó el "primer cartero espacial", pues le entregó correspondencia a Shatálov, comandante de la Soyuz 5 que había partido días antes. El 17 de enero los cosmonautas regresaron a la Tierra (Jrunov en la Soyuz 4). Jrunov había trabajado en el espacio 1 día 23 horas y 46 minutos, 37 minutos en el espacio exterior.
Entre 1966 y 1969 estuvo entre los cosmonautas seleccionados para el viaje a la Luna a bordo de la nave L1/Zond y el módulo de alunizaje L3. Tras su primer vuelo espacial y la cancelación de los programas lunares, Jrunov continuó su preparación para los vuelos espaciales Soyuz y las estaciones espaciales Salyut.
Al margen de su formación militar, Jrunov también recibió formación en ingeniería (en 1968 se había graduado de la Academia de Ingeniería Aérea Militar N. E. Zhukovski). En enero defendió su tesis sobre sistemas de navegación de los aviones espaciales, cuyo proyecto fue desarrollado por el grupo de cosmonautas oyentes, que incluía a Yuri Gagarin y German Titov. En 1971 defendió su tesis magistral sobre las biomecánicas del cuerpo humano en las condiciones del espacio. Su campo de investigación fue la fiabilidad de un "enlace humano" en los sistemas de control en concidiones extremas. Jrunov consideraba que lo óptimo para el manejo de la astronave era distribuir las funciones entre la persona y la máquina, pero para ello era necesario estudiar a la persona, sus características de percepción e información, su conversión de códigos y la organización y la toma de decisiones.
En 1972 se graduó de la Academia Político-Militar V. I. Lenin. A finales de los años 1970 se entrenó para vuelos espaciales del programa Intercosmos. En 1980, junto al cubano José Armando López Falcón se preparó como suplente en el programa del vuelo Soviético-Cubano, y, junto al rumano Dumitru Prunariu comenzó la preparación del vuelo Soviético-Rumano como comandante de la tripulación principal. En diciembre de ese año dejó el grupo de cosmonautas. 
Tras su salida del programa espacial como cosmonauta se encargó de varios trabajos. En el 30.º Instituto Científico Central de Investigación del Ministerio de Defensa de la Unión Soviética, fue un asociado de investigación veterano del 120.º laboratorio del 56.º departamento de la 1ª dirección del instituto. De 1983 a 989 trabajó en la División Técnica Principal del Comité Estatal de la URSS para las relaciones exteriores económicas, como jefe suplente de departamento y más tarde como jefe de departamento. Tras retirarse de las Fuerzas Armadas de la Unión Soviética con el rango de coronel, tomó parte en las labores de rescate tras el accidente de Chernóbil.
Falleció el 19 de mayo de 2000 de un ataque al corazón y fue enterrado en Moscú en el cementerio de Ostánkino.

## Condecoraciones
- Héroe de la Unión Soviética con Estrella de Oro y Orden de Lenin (22 de enero de 1969).
- Orden de la Estrella Roja (12 de junio de 1961).
- Medalla Conmemorativa por el Centenario del Natalicio de Lenin .
- Medalla Conmemorativa del 20.º Aniversario de la Victoria en la Gran Guerra Patria de 1941-1945
- Medalla de veterano de las Fuerzas Armadas de la URSS
- Medalla por el fortalecimiento de la cooperación militar
- Medalla del 40.º Aniversario de las Fuerzas Armadas de la URSS
- Medalla del 50.º Aniversario de las Fuerzas Armadas de la URSS
- Medalla del 60.º Aniversario de las Fuerzas Armadas de la URSS
- Medalla del 70.º Aniversario de las Fuerzas Armadas de la URSS
- Medalla Conmemorativa del 50.º Aniversario de la Milítsiya
- Medalla Conmemorativa del 850.º Aniversario de Moscú
- Medalla por servicio impecable de I, II, y III clase.
- Guardia soviética
- Piloto-Cosmonauta de la URSS
- Maestro honorario en deportes de la URSS
- Medalla 25º años de poder popular (Bulgaria, 1969).
- Medalla 20º Aniversario del Ejército Popular de Bulgaria
- Medalla de Oro Konstantín Tsiolkovski
- Ciudadano honorario de Tula, Kaluga, Bataisk, Baikonur y otras ciudades.

## Homenaje
Hay una calle con su nombre en Volovo en Rusia y en Snizhné (óblast de Donetsk).

## Libros
Jrunov escribió en colaboración con L. Jachaturiants los libros Conquista de la Gravedad Cero (Покорение невесомости, sobre astronáutica y la profesión de cosmonauta) y Camino a Marte, Sobre un asteroide y Hola, Phobos (ciencia ficción). Es autor además del libro "En órbita fuera de la nave".